# Бранево
Бранѐво (на полски: Braniewo; на немски: Braunsberg) е град в Северна Полша, Варминско-Мазурско войводство. Административен център е на Браневски окръг, както и на селската Браневска община, без да е част от нея. Самият град е обособен в самостоятелна градска община с площ 12,41 км2. Към 2010 година неселението му е 17 457 души.